# Рауль Ріанчо
Рау́ль Ру́їс Гонса́лес Ріа́нчо (ісп. Raúl Ruiz González-Riancho, нар. 13 лютого 1960, Онтанеда, Іспанія) — іспанський тренер з фізичної підготовки, що спеціалізується на роботі з футбольними клубами. Працював у «Леванте», казанському «Рубіні», київському «Динамо», збірній України, у московському «Спартаку».

## Життєпис
Тренерську кар'єру розпочав у клубі «Хімнастика» з Торрелавеги, що виступав у іспанській Сегунді, обійнявши посаду тренера з фізичної підготовки у штабі Мануеля Маноло Пресіадо.
2009 року став тренером з фізичної підготовки в очолюваному Курбаном Бердиєвим тренерському штабі казанського «Рубіна».
Навесні 2014 року новим головним тренером київського «Динамо» було призначено Сергія Реброва. На посаду свого асистента молодий тренер запросив іспанського спеціаліста, з яким перетинався в «Рубіні» ще під час ігрової кар'єри. У київському клубі Ріанчо пропрацював до завершення контракту наприкінці червня 2016 року.
А вже 15 липня 2016 було оголошено. що іспанець увійде до тренерського штабу національної збірної України, очолюваного новопризначеним головним тренером Андрієм Шевченком.

## Досягнення
Рубін (Казань)
- Чемпіон Росії : 2009
- Володар Кубка Росії : 2012
- Володар Суперкубка Росії (2): 2009, 2012

Динамо (Київ)
- Чемпіон України (2): 2015, 2016
- Володар Кубка України (2): 2014, 2015